# Востоков, Станислав Владимирович
Станислав Владимирович Востоков (род. 1 апреля 1975, Ташкент) — русский детский писатель, поэт, натуралист.

## Биография
Станислав Востоков родился в 1975 году в Ташкенте. Окончив школу, поступил в Художественное училище им. Бенькова. После его окончания работал в Ташкентском зоопарке, затем принимал участие в природоохранном проекте в Камбодже.
В 1995 году проходил обучение в Англии, на курсах для специалистов по сохранению редких видов животных, работал на острове Джерси, в Международном обучающем центре сохранения природы. Во время работы вёл дневниковые записи, впоследствии переработанные в книгу «Остров, одетый в джерси» (2007). На проекты в Камбодже — строительство реабилитационого центра для гиббонов, спасённых от браконьеров, и распространение «Карты заповедников и редких животных» — два раза получал гранты от Фонда Джеральда Даррелла.
Кроме того, Востоков работал во ВНИИ охраны природы и Московском зоопарке. Позднее этот опыт лёг в основу его книги, им же иллюстрированной, «Московский зоопарк. Рассказы служителя» (2004), позднее переизданной под названием «Не кормить и не дразнить!» (2010). А в 2011-м году эта книга вошла в ежегодный каталог лучших книг для детей и подростков, созданных писателями из 40 стран, — «Белые вороны» Международной юношеской библиотеки в Мюнхене.
Как литератор Станислав Востоков заявил о себе в 1998 году, когда в печати стали появляться его стихотворения. Сотрудничал в журналах «Мурзилка», «Простоквашино», «Кукумбер», «Вовочка», «Колобок и два жирафа», «Юный натуралист», в газетах «Пионерская правда» и «Жили-были», творческом объединении «Чёрная курица».
С 2001 года литературный составитель журнала для подростков «Пампасы» издательского дома «Весёлые картинки». Через год журнал был закрыт, и Востоков стал составлять и редактировать научно-популярные энциклопедии для детей в творческом объединении «Чёрная курица» при Фонде Ролана Быкова.
По итогам всероссийского проекта-конкурса «Книга года: выбирают дети» (российский вариант всемирной премии Children’s Choices — «Детский выбор») книга С. Востокова «Ветер делают деревья» вошла в десятку лучших, выпущенных в 2012 г.
Международный совет по детской и юношеской литературе ЮНЕСКО (англ. International Board on Books for Young People — IBBY) присудил Станиславу Востокову Почётный (Андерсоновский) диплом IBBY-2014 (Болонья, 24.03.14) за книгу «Зимняя дверь», продолжающую традиции русской детской деревенской прозы, и создание светлых, оптимистичных произведений.
Его книги вошли в десятку лучших по мнению ведущих издательств детской литературы (март, 2014 и 2015).
Станислав Востоков много ездит по стране, участвует в литературных мероприятиях, встречается с юными читателями в школах и детских домах, в клубах и библиотеках, его приглашали для встреч с детьми Германии, Финляндии и Кубы.
Автобиография С. В. Востокова и серия статей, посвященных различным аспектам его творчества, опубликованы в ежеквартальном альманахе «Вестник детской литературы» (выпуск 9, 2015, стр. 5-34).

## Книги
- Московский зоопарк. Записки служителя. М. : Ювента, 2004. С. 63. ISBN 5-85429-141-X
  - Не кормить и не дразнить! (рассказы о Московском зоопарке). М.: Самокат, 2010. С. 71. ISBN 978-5-91759-026-4
- С двумя головами через пять миров. М. : Инсвязьиздат, 2005. С. 127. ISBN 5-94874-019-6
- Ветер делают деревья, или руководство по воспитанию дошкольников для бывших детей и будущих родителей. М. : Эгмонт Россия, 2006. С. 102. ISBN 5-9539-1106-8
  - Ветер делают деревья. М. : Эгмонт, 2017. С. 104. ISBN 978-5-4471-4294-0
  - Ветер делают деревья. М. : Самокат, 2012. С. 104. ISBN 978-5-91759-080-6
- Остров, одетый в джерси, или Специалист по полуобезьянам. М.: Время, 2007. С. 221. ISBN 5-9691-0184-2, ISBN 978-5-9691-0184-5, ISBN 978-5-9691-0184-2 (ошибоч.)
  - Специалист по руконожкам (Остров, одетый в джерси). М.: Время, 2011. С. 174. ISBN 978-5-9691-0610-9
- Чёрный Алекс — няня специального назначения. М.: АСТ, 2008. С. 285 ISBN 978-5-17-057492-6
- Стражи беспорядка. М.: АСТ, 2009. Владимир: ВКТ. С. 350. ISBN 978-5-17-040839-9
- Президент и его министры. М.: Время, 2010. С. 156. ISBN 978-5-9691-0556-0
- Зимняя дверь. М.: Самокат, 2011. С. 63. ISBN 978-5-91759-031-8
- Как правильно пугать детей. М.: Мир детства Медиа, 2011. С. 32. ISBN 978-5-9993-0078-2
  - Как правильно пугать детей. М. : Редкая птица, 2016. С. 24. ISBN 978-5-9906767-6-3
- Рябиновое солнце. М.: Самокат, 2013. С. 40. ISBN 978-5-91759-112-4
- Секретный пёс. М.: Клевер-Медиа-Групп, 2013. С. 92. ISBN 978-5-91982-325-4
- Сэры и драконы. М.: Самокат, 2013. С. 40. ISBN 978-5-91759-189-6
- Фрося Коровина. М.: Клевер-Медиа-Групп, 2014. С. 112. ISBN 978-5-91982-403-9
  - Frosjan talo. Хямеэнлинна, Финляндия.: Karisto, 2015. С. 112. ISBN 978-951-23-5948-6
- Рядовой Горилла. М.: Время, 2015. С. 128. ISBN 978-5-9691-1275-9
- Высшим силам требуется помощь. М.: Клевер-Медиа-Групп, 2015. С. 144. ISBN 978-5-91982-777-1
- Кум Королю. М.: Белая ворона, 2015. С. 44. ISBN 978-5-906640-46-8
- Криволапыч. М.: Клевер-Медиа-Групп, 2016. С. 112. ISBN 978-5-906838-33-9
- Я бы так не смог. М.: Манн, Иванов и Фербер, 2016. С. 56. ISBN 978-5-00-057944-2
- Брат-юннат. М.: Белая ворона, 2017. С. 104. ISBN 978-5-906640-82-6

• Прокопий Капитонов. М.: Волчок, 2020. С. 112. ISBN 978-5-907180-42-0

## Награды
- 2006 — премия «Алые паруса» за книгу «Остров, одетый в джерси».
- 2007 — национальная детская литературная премия «Заветная мечта» за книги «Московский зоопарк. Заметки служителя» и «Остров, одетый в джерси, или Специалист по полуобезьянам» в номинации «Лучшее произведение о животных и живой природе».
- 2008 — малая премия «Заветная мечта» за книгу «Президент и его министры».
- 2013 — премия «Книгуру» за книгу «Фрося Коровина».
- 2014 — почётный диплом IBBY за книгу «Зимняя дверь».
- 2014 — Международная детская литературная премия имени В. П. Крапивина за книгу «Фрося Коровина».
- 2014 — Всероссийская литературная премия имени С. Я. Маршака в номинации «Проза» за книгу «Рябиновое солнце».
- 2015 — премия «Книгуру» за книгу «Криволапыч».
- 2017 — Литературная премия имени Корнея Чуковского в номинации «За плодотворную деятельность, стимулирующую интерес детей к чтению, к отечественной литературе».
- 2017 — премия «Книгуру» за книгу «Брат-юннат».
- 2019 — Премия имени Юрия Иосифовича Коваля за талантливые, высокохудожественные произведения литературы и искусства для детей и за весомый вклад в развитие журнала «Мурзилка».